# Zhenbao Dao (Antarktika)
Zhenbao Dao (chinesisch 珍宝岛 ‚Schatzinsel‘) ist eine kleine Insel vor der Ingrid-Christensen-Küste des ostantarktischen Prinzessin-Elisabeth-Lands. Sie liegt unmittelbar nordöstlich der Inselgruppe Kunlun Qundao vor der Halbinsel Stornes in der Prydz Bay.
Chinesische Wissenschaftler benannten sie im Jahr 1993.